# Янське гірничопромислове управління та ВТТ Дальбуду
Янське гірничопромислове управління та ВТТ Дальбуду (рос. ЯНСКОЕ ГОРНОПРОМЫШЛЕННОЕ УПР. И ИТЛ ДАЛЬСТРОЯ) — табірний підрозділ, що діяв в структурі Дальбуду.

## Історія
Організоване 31 березня 1941. Управління ВТТ розміщувалося в Якутській АРСР. В оперативному командуванні воно підпорядковувалося Головному управлінню виправно-трудових таборів Дальстрой. Як пересильний пункт для янського гірничопромислового ВТТ з 31.05.41 використовувався Тиндинський табірний пункт (ЛП) ВТТ Алданського дорожнобудівельного управління Дальбуду.
Максимальна одноразова кількість ув'язнених досягала 3 тис. осіб.
Закритий в 1944 році.

## Виконувані роботи
Розвідка і видобуток олов'яної руди в Еге-Хайському р-ні.